# Oyungerel Tsedevdamba
Aquest és un nom mongol. El nom és «Tsedevdamba», i «Oyungerel» és un patronímic, no un cognom.

Oyungerel Tsedevdamba   () és assessora de polítiques de drets humans i participació pública del president de Mongòlia, Khaltmaagiin Battulga. Oyungerel és membre del Partit Democràtic i exministra de cultura, turisme i esports, a més de membre del Parlament mongol. És coneguda per la seva tasca de drets humans.

## Educació
Oyungerel va estudiar a les universitats de Stanford i Yale. Va ser la primera estudiant mongola de Stanford, que es va inscriure el 2003 als 36 anys al màster en estudis de política internacional.

## Carrera professional
El treball d'Oyungerel ha inclòs ajudar a aprovar lleis sobre violència domèstica i protecció dels llocs del patrimoni cultural, on es troben indígenes mongols, així com treballar per evitar que els contrabandistes retirin il·legalment fòssils de dinosaures de Mongòlia. El seu interès pels dinosaures va començar el 2006 amb una visita al Museu Americà d'Història Natural, on es mostraven fòssils de dinosaures mongols que la guia va dir que es retornarien a Mongòlia quan el país tingués un museu per mostrar-los.
El 2009, el seu llibre Ombra de l'estrella vermella va ser seleccionat per al Premi Literari Asiàtic Man.

## Vida personal
Oyungerel té dos fills.